# Hugh MacDiarmid
Hugh MacDiarmid, författarnamn för Christopher Murray Grieve, född 11 augusti 1892 i Langholm, Skottland, död 9 september 1978 i Edinburgh var en skotsk poet. 
Han skapade den skotska versionen av modernism och var ett av de ledande namnen inom den skotska litterära renässansen under 1900-talet. MacDiarmid skrev på både engelska och lågskotska. Den långa dikten A Drunk Man Looks at the Thistle från 1926, som är ett collage av olika litterära stilar som monolog, inre monolog och parodi, anses vara ett av den skotska litteraturens främsta verk under 1900-talet.
MacDiarmid var även politiker och medlem av Scottish National Party. Han var på samma gång hängiven nationalist och kommunist. Han skrev nationalistiska verk, men också hyllningar till Vladimir Lenin, bland annat Three hymns to Lenin (1957).
Han har, tillsammans med Elspeth Harley Schubert, översatt Harry Martinsons Aniara till engelska (1963).